# Acetylowana skrobia utleniona
Acetylowana skrobia utleniona – organiczny związek chemiczny stosowany jako dodatek do żywności o numerze E1451.

## Zastosowanie
Wykorzystywany głównie w produkcji owoców konserwowych dla niemowląt i w wyrobach cukierniczych dla dzieci. Zagęszcza i stabilizuje produkty. Jest również rozpuszczalnikiem.

## Status prawny
Oficjalnie dopuszczony przez Unię Europejską.

## Otrzymywanie
Acetylowaną skrobię utlenioną otrzymuje się w wyniku działania na skrobię naturalną podchlorynem sodu, który powoduje jej utlenienie. Następnie przeprowadza się estryfikację przy użyciu bezwodnika kwasu octowego.